# Martina Stålvant
Martina Stålvant (Västerled, 27 maggio 1989) è un'ex cestista svedese.

## Carriera
Con la Svezia ha disputato i Campionati europei del 2015.